# 우리는 함께 늙지 않는다
《우리는 함께 늙지 않는다》(Nous Ne Vieillirons Pas Ensemble, We Won't Grow Old Together)는 이탈리아에서 제작된 모리스 피알라 감독의 1972년 드라마 영화이다. 마를렌 조베르 등이 주연으로 출연하였고 장-피에르 라삼 등이 제작에 참여하였다. 1972년 칸 영화제에 출품되었으며 여기서 장 얀느는 남우주연상을 수상했다.

## 출연

### 주연
- 마를렌 조베르
- 장 얀느

### 조연
- 크리스틴 파브레가
- 모리스 리쉬
- 뮤즈 댈브레이
- 마차 메릴

## 기타
- 원작자: 모리스 피알라
- 협력프로듀서: 자크 도프만